# Primeira Divisão 1993-1994
La Primeira Divisão 1993-1994 è stata la 56ª edizione della massima serie del campionato portoghese di calcio e si è conclusa con la vittoria del Benfica, al suo trentesimo titolo.
Capocannoniere del torneo è stato Rashidi Yekini (Vitória Setúbal) con 21 reti.

## Classifica finale
|    | Classifica        | Pt | G  | V  | N  | P  | GF | GS |
| -- | ----------------- | -- | -- | -- | -- | -- | -- | -- |
| 1  | Benfica           | 54 | 34 | 23 | 8  | 3  | 73 | 25 |
| 2  | Porto             | 52 | 34 | 21 | 10 | 3  | 56 | 15 |
| 3  | Sporting          | 51 | 34 | 23 | 5  | 6  | 71 | 29 |
| 4  | Boavista          | 38 | 34 | 16 | 6  | 12 | 46 | 31 |
| 5  | Marítimo          | 38 | 34 | 13 | 12 | 9  | 45 | 40 |
| 6  | Vitória Setúbal   | 34 | 34 | 14 | 6  | 14 | 56 | 42 |
| 7  | Vitória Guimarães | 33 | 34 | 11 | 11 | 12 | 30 | 31 |
| 8  | Farense           | 33 | 34 | 13 | 7  | 14 | 44 | 46 |
| 9  | Estrela Amadora   | 33 | 34 | 9  | 15 | 10 | 39 | 36 |
| 10 | Gil Vicente       | 31 | 34 | 10 | 11 | 13 | 27 | 47 |
| 11 | Salgueiros        | 31 | 34 | 14 | 3  | 17 | 48 | 56 |
| 12 | União Madeira     | 31 | 34 | 11 | 9  | 14 | 36 | 42 |
| 13 | Belenenses        | 30 | 34 | 12 | 6  | 16 | 39 | 51 |
| 14 | Beira Mar         | 29 | 34 | 9  | 11 | 14 | 28 | 38 |
| 15 | Braga             | 28 | 34 | 9  | 10 | 15 | 33 | 43 |
| 16 | Paços Ferreira    | 26 | 34 | 7  | 12 | 15 | 31 | 49 |
| 17 | Famalicão         | 22 | 34 | 7  | 8  | 19 | 26 | 72 |
| 18 | Estoril-Praia     | 18 | 34 | 5  | 8  | 21 | 22 | 57 |

### Verdetti
- Benfica campione di Portogallo 1993-1994.
- Benfica qualificato alla fase a gironi della UEFA Champions League 1994-1995
- Porto qualificato alla fase a gironi della Coppa delle Coppe 1994-1995
- Sporting Lisbona,  Boavista e  Marítimo qualificate al primo turno della Coppa UEFA 1994-1995.
- Paços Ferreira,  Famalicão e  Estoril Praia retrocesse in Segunda Liga 1994-1995.

## Classifica marcatori
| Gol |  |  | Giocatore         | Squadra             |
| --- |  |  | ----------------- | ------------------- |
| 21  |  |  | Rashidi Yekini    | Vitória Setúbal     |
| 18  |  |  | Ljubinko Drulović | Gil Vicente / Porto |
| 16  |  |  | Emil Kostadinov   | Porto               |
| 16  |  |  | Hassan Nader      | Farense             |
| 15  |  |  | Krasimir Balăkov  | Sporting Lisbona    |
| 15  |  |  | Chiquinho Conde   | Vitória Setúbal     |
| 15  |  |  | João Vieira Pinto | Benfica             |
| 12  |  |  | Isaías            | Benfica             |
| 11  |  |  | Ziad Tlemçani     | Vitória Guimarães   |
| 11  |  |  | Ricardo Lopes     | Estrela Amadora     |
| 11  |  |  | Jorge Andrade     | Marítimo            |
| 11  |  |  | Ricardo Sá Pinto  | Salgueiros          |